# محوطه چشمه نظامی
محوطه چشمه نظامی مربوط به سده‌های میانه دوران‌های تاریخی پس از اسلام است و در شهرستان گیلانغرب، بخش مرکزی، دهستان چله، بخش غربی روستای چشمه نظامی واقع شده و این اثر در تاریخ ۲۷ اسفند ۱۳۸۶ با شمارهٔ ثبت ۲۲۳۴۵ به‌عنوان یکی از آثار ملی ایران به ثبت رسیده‌است.